# Chaff

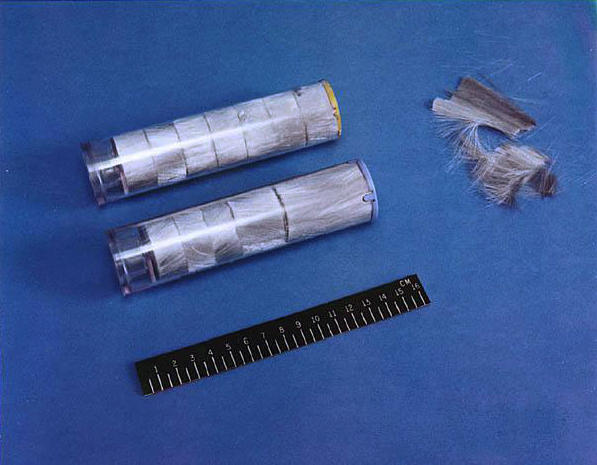
Una càrrega moderna de Chaff, del model RR-129 i una altra del model RR-124. La RR-124 està dissenyada per no interferir amb els sistemes civils de Radar ATC.

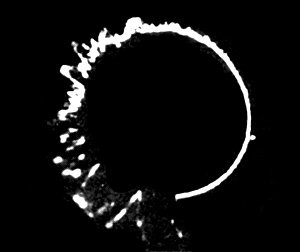
Efecte del Chaff en un radar, a les 3 en punt hi ha un objectiu que el radar ha detectat mentre que a l'esquerra de la pantalla resulta impossible detectar qualsevol objectiu.

El chaff,  dipols antiradar,  reflectors antiradar, düppel o  cimbells antiradar, (encara que el terme anglès  chaff és el més corrent), són una contramesura de radar amb la qual les aeronaus i altres dispositius propaguen un núvol de petites i primes peces d'alumini, fibra de vidre metal·litzada o plàstic metal·litzat i els fa aparèixer com un conglomerat d'objectius secundaris en les pantalles de radar o aclapara la pantalla amb múltiples retorns. Aquesta contramesura va ser originalment anomenada  Window  pels Britànics, i  Düppel  per la Luftwaffe alemanya, en l'època de la Segona Guerra Mundial
Les forces armades modernes usen el  chaff  (en aplicacions navals on susen coets de curt abast SRBOC) per a pertorbar i apartar els míssils guiats per radar dels seus objectius. La majoria de les aeronaus militars i dels vaixells de guerra tenen dispensadors  chaff  com a sistema d'autodefensa. Un míssil balístic intercontinental deixa anar en la seva trajectòria diverses bombes independents, una gran quantitat de cimbells i dispositius Chaff.
El chaff també és usat com a senyal d'auxili per una aeronau quan les comunicacionss no funcionen. Això té el mateix efecte que un S.O.S. i pot ser detectat per un radar, sent deixat anar un paquet cada dos minuts.

## Antecedents

### Segona Guerra Mundial
La idea d'utilitzar aquest sistema va ser desenvolupat paral·lelament al Regne Unit i en Alemanya. Ja el 1937 R. V. Jones havia suggerit que una peça de metall caient en l'aire genera ecos al sistema del radar.
A principis de 1942, un investigador en telecomunicacions del TRE, Joan Curran, va investigar aquesta afirmació i va detallar un esquema per llançar paquets amb tires d'alumini des d'una aeronau, amb la intenció de generar un núvol d'ecos falsos. Des d'un punt de vista pràctic, aquesta va ser la versió més efectiva, on tires de paper fosc eren reforçades amb làmines d'alumini i tallades de 27 cm x 2 cm, sent empaquetats en feixos d'una lliura cadascun (454 grams). La utilització d'aquesta tècnica per la Royal Air Force durant l'operació Gomorra al juliol 1943 a Hamburg va contribuir considerablament a l'èxit d'aquesta.
El líder del TRE, A. P. Rowe va donar el nom clau de Window (finestra) al dispositiu. Mentrestant, en Alemanya, investigacions similars van conduir al desenvolupament del Düppel.
Una vegada que aquesta idea va arribar als Estats Units, Fred Whipple va desenvolupar un sistema (d'acord amb els fitxers de la gaseta de Harvard) d'expulsió de tires metàl·liques, per a les Forces Aèries dels Estats Units. No se sap si aquest sistema va ser utilitzat alguna vegada.